# Шатров, Фёдор Анисимович
Фёдор Анисимович Шатров (24.12.1914 — 15.9.1990) — командир корабля 25-го гвардейского авиационного полка 45-й авиационной дивизии авиации дальнего действия, гвардии капитан. Герой Советского Союза.

## Биография
Родился 11 декабря 1914 года на станции Эмба, ныне город Актюбинской области Казахстана, в семье рабочего-каменотеса. Русский. Член КПСС с 1959 года. Окончил Минский металлургический техникум, а затем авиационную школу лётчиков Гражданского Воздушного Флота. Работал лётчиком в Украинском управлении ГВФ в Днепропетровске, Донецке, Киеве.
В Красной Армии с июня 1941 года. С этого же времени на фронте. По заданию Ставки Верховного Главнокомандования совершал полёты в глубокий тыл противника на территорию Германии и оккупированных ею стран.
Командир корабля 25-го гвардейского авиационного полка гвардии капитан Фёдор Шатров к марту 1944 года совершил 281 боевой вылет (из них 179 ночью) на бомбардировку важных объектов в тылу противника, скоплений его войск и техники на переднем крае.
Указом Президиума Верховного Совета СССР от 13 марта 1944 года за образцовое выполнение боевых заданий командования на фронте борьбы с немецко-фашистскими захватчиками и проявленные при этом мужество и героизм гвардии капитану Шатрову Фёдору Анисимовичу присвоено звание Героя Советского Союза с вручением ордена Ленина и медали «Золотая Звезда» (№ 3343).
С 1946 года капитан Ф. А. Шатров — в запасе. Жил в городе-герое Москве. Работал в системе Гражданского Воздушного Флота (ГВФ). Участвовал во многих высокоширотных экспедициях. Умер 15 сентября 1990 года. Похоронен на Троекуровском кладбище в Москве (участок 2).
Награждён орденом Ленина, двумя орденами Красного Знамени, орденом Отечественной войны 1-й степени, тремя орденами Трудового Красного Знамени, медалями.